# Condado de Faulk (Dakota do Sul)
O Condado de Faulk é um dos 66 condados do Estado americano da Dakota do Sul. A sede do condado é Faulkton, e sua maior cidade é Faulkton. O condado possui uma área de 2 605 km² (dos quais 14 km² estão cobertos por água), uma população de 2 640 habitantes, e uma densidade populacional de 1 hab/km² (segundo o censo nacional de 2000).